# Schwanditz

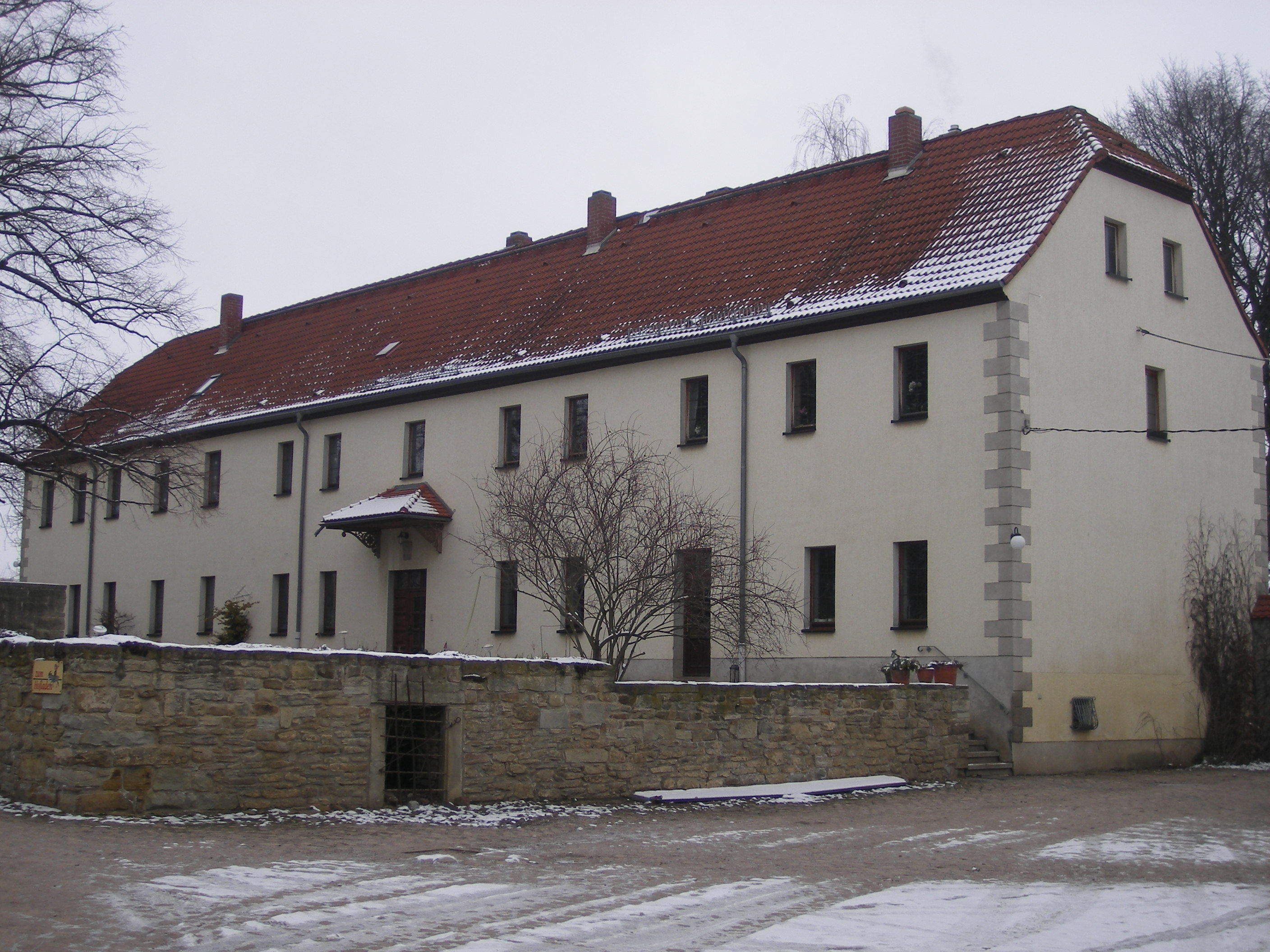
Herrenhaus des Rittergutes

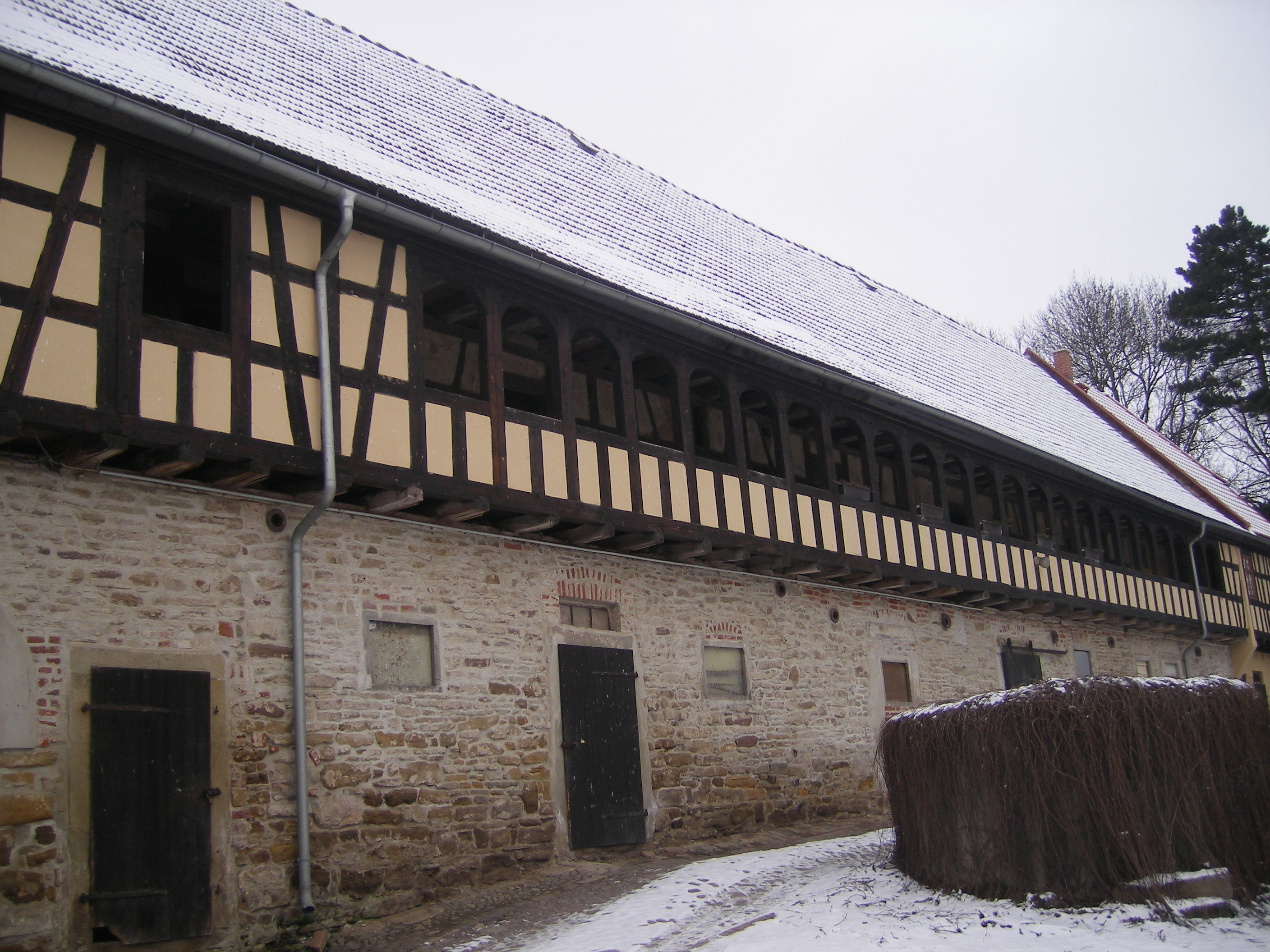
Laubengang des Rittergutes

Schwanditz ist ein Ortsteil von Göllnitz im ostthüringischen Altenburger Land. Im Ort existiert ein ehemaliges Rittergut, welches den längsten Laubengang des Altenburger Landes besitzt und in welchem heute ein Hofladen und Pension eingerichtet sind.

## Geografie
Durch Schwanditz verläuft die L 1361 (Schmölln-Meuselwitz), die nördlich des Ortes die L 1362 (Altenburg-Gera) kreuzt. Die Kreisstadt Altenburg liegt östlich in 9 km Entfernung. Schmölln liegt 7 km südlich, Meuselwitz 12 km nördlich und Gera 25 km westlich entfernt. Der Ort wird umschlossen von Feldern und schmalen Waldstreifen im sogenannten Altenburg-Zeitzer Lößhügellandes. Schwanditz gibt dem Schwanditzbach, der über den Deutschen Bach in die Blaue Flut entwässert, seinen Namen. Ein südlicher Zufluss staut den Dorfteich an.
Angrenzende Orte sind im Uhrzeigersinn nördlich Breesen als Ortsteil von Starkenberg und Lutschütz, im Nordosten Romschütz, letztere beide als Ortsteile von Göhren. Im Süden befindet sich die Stadt Schmölln, im Südosten liegt Kratschütz, im Süden Altkirchen und im Südwesten Großtauschwitz. Westlich von Schwanditz befindet sich Göllnitz.

## Geschichte
Erstmals urkundlich erwähnt wurde Schwanditz 1140 als Zventz (slawisch für heiliger Ort). Zwentz ist ebenfalls der Name einer hiesigen Adelsfamilie. In der Ersterwähnungsurkunde wird im Ort auch eine Kapelle erwähnt, Mauerreste dieses bis ins 16. Jahrhundert nachzuweisenden Gotteshauses befinden sich im Herrenhaus des Rittergutes. Es befindet sich nördlich des alten Siedlungskernes, indem sich in einem Fachwerkgebäude eine große Bohlenstube aus dem Jahr 1810 befindet.
Schwanditz gehörte zum wettinischen Amt Altenburg, welches ab dem 16. Jahrhundert aufgrund mehrerer Teilungen im Lauf seines Bestehens unter der Hoheit folgender Ernestinischer Herzogtümer stand: Herzogtum Sachsen (1554 bis 1572), Herzogtum Sachsen-Weimar (1572 bis 1603), Herzogtum Sachsen-Altenburg (1603 bis 1672), Herzogtum Sachsen-Gotha-Altenburg (1672 bis 1826). Bei der Neuordnung der Ernestinischen Herzogtümer im Jahr 1826 kam der Ort wiederum zum Herzogtum Sachsen-Altenburg.
Nach der Verwaltungsreform im Herzogtum gehörte Schwanditz bezüglich der Verwaltung zum Ostkreis (bis 1900) bzw. zum Landratsamt Altenburg (ab 1900). Im Jahr 1900 lebten 80 Personen im Ort. Schwanditz gehörte ab 1918 zum Freistaat Sachsen-Altenburg, der 1920 im Land Thüringen aufging. 1922 kam das Dorf zum Landkreis Altenburg.
Am 1. Juli 1950 wurde Schwanditz nach Göllnitz eingemeindet. Bei der zweiten Kreisreform in der DDR wurden 1952 die bestehenden Länder aufgelöst und die Landkreise neu zugeschnitten. Somit kam Schwanditz als Ortsteil der Gemeinde Göllnitz mit dem Kreis Schmölln an den Bezirk Leipzig, der seit 1990 als Landkreis Schmölln zu Thüringen gehörte und bei der thüringischen Kreisreform 1994 im Landkreis Altenburger Land aufging.

### Rittergut
Das ursprüngliche Rittergut brannte am 20. Mai 1651 ab. Ein weiterer Brand wütete am 1. Juni 1760. Bemerkenswert ist am Rittergut vor allem das 1760 errichtete Kuhstallgebäude mit seinem längsten Laubengang des Altenburger Landes mit 23 Öffnungen und Porstube. Das Herrenhaus wurde nach 1820 aus dem alten Pächterwohnhaus massiv ausgebaut. Ein neues Pächterwohnhaus wurde 1864 errichtet und 1999 oberhalb der alten Keller abgerissen, es entstand an dieser Stelle ein neues Gebäude mit Hofladen und Ferienwohnungen. Die Scheune brannte im Jahr 1900 nieder und wurde 1903 in modernem Fachwerkstil mit Flachdach wiederaufgebaut. 1940 kaufte Johannes Junghannß das Rittergut. 1953 musste er den Hof verlassen, da er nicht in die LPG eintreten wollte. Seit 1952 war in dem Rittergut der Sitz der LPG Mehna-Göllnitz. Da zum Gut weniger als 100 Hektar Land gehörten, wurde es nicht enteignet und wird seit 1990 wieder von der Familie Junghannß als Landwirtschaftsbetrieb bewirtschaftet. Der Ort Schwanditz erstreckt sich südlich davon an der Hauptstraße wie eine Straßensiedlung bis zum Gelände einer ehemaligen Ziegelei.